# Jeghisje Tjarents

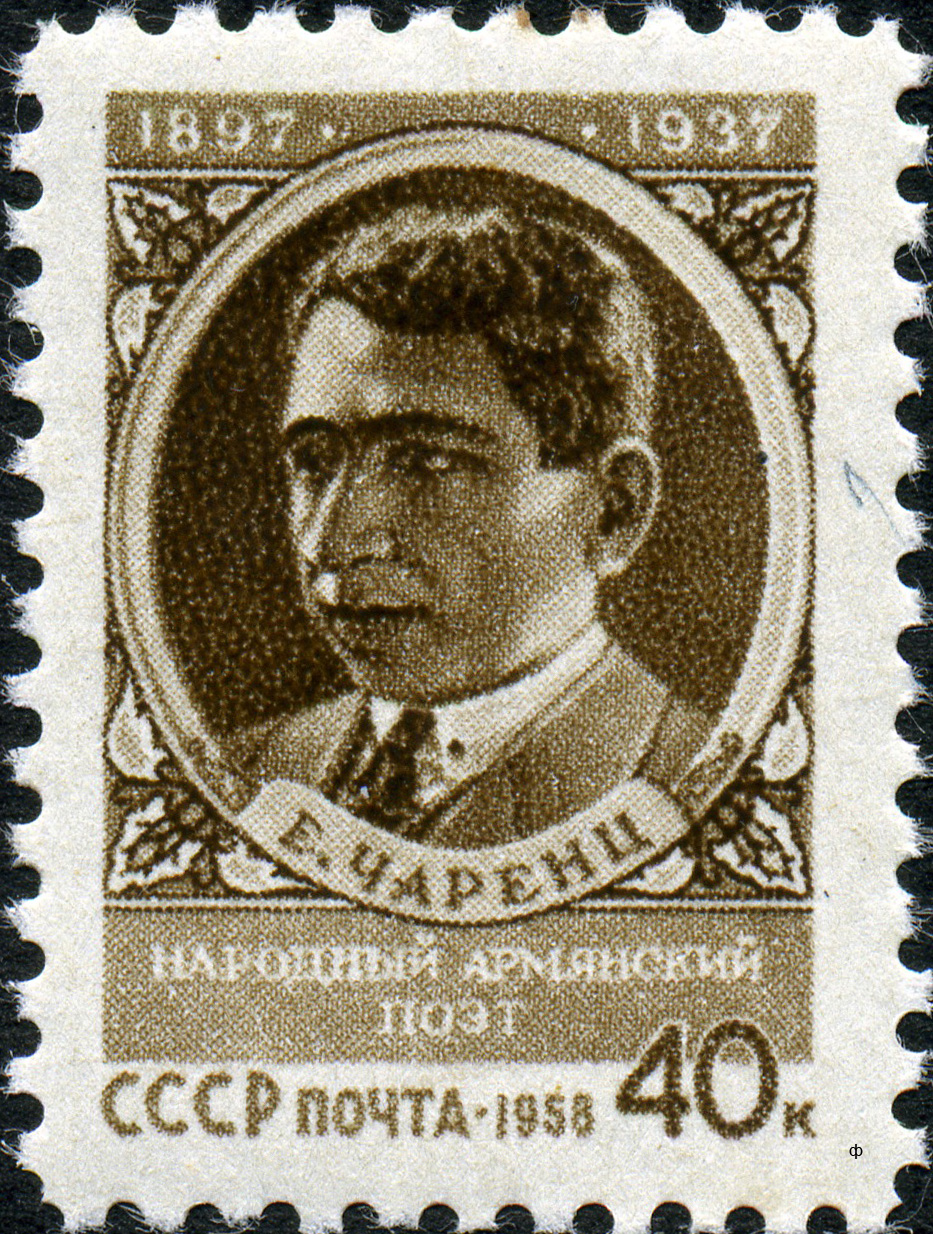
Jeghisje Tjarents på ett sovjetiskt frimärke.

Jeghisje Tjarents, född 13 mars 1897, död 27 november 1937, var en armenisk poet.